# Serrodes korana
Serrodes korana là một loài bướm đêm trong họ Erebidae.